# Ellen Jansen
Ellen Jansen (* 6. Oktober 1992 in Markelo, Niederlande) ist eine niederländische ehemalige Fußballspielerin. Die Stürmerin spielte zehn Jahre für den FC Twente in der Eredivisie und der BeNe League und wechselte 2018 zu Ajax Amsterdam. Von 2020 bis 2022 spielte sie für den FC Valencia. Zwischen 2010 und 2019 spielte sie sechzehnmal in der niederländischen Nationalmannschaft.

## Karriere

### Verein

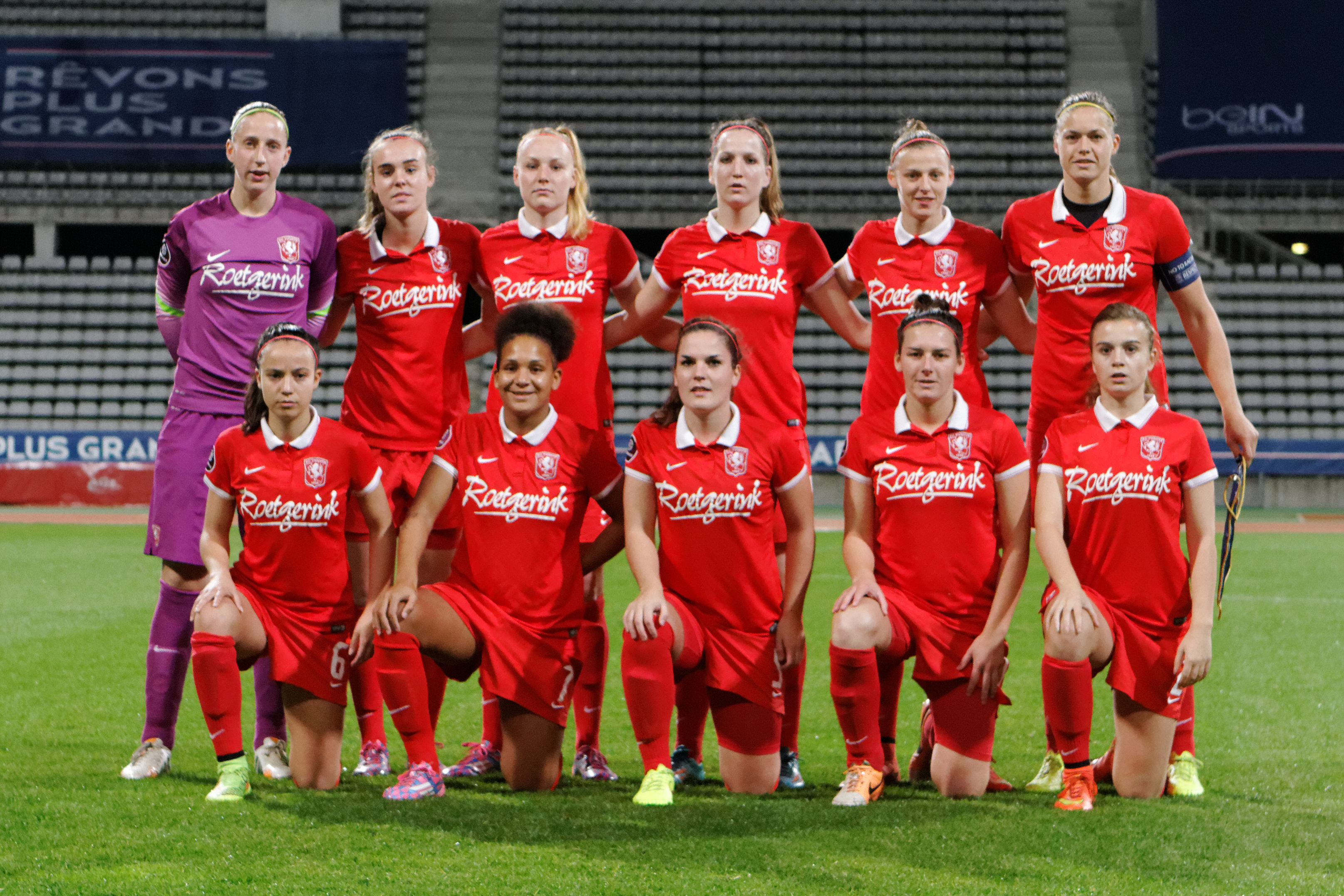
Jansen (hinten, 3. von rechts) mit Twente vor dem Champions-League-Spiel gegen PSG am 15. Oktober 2014

Jansen spielte von 2008 bis 2018 für den FC Twente in der Eredivisie und der gemeinsamen belgisch-niederländischen BeNe League und gewann in dieser Zeit vier Meisterschaften und einmal den Pokal. In der Saison 2013/14 war sie zweitbeste Torschützin der BeNe League und 2016/17 zweitbeste Torschützin der Eredivisie. Mit Twente nahm sie viermal an der UEFA Women’s Champions League teil und erzielte dabei sieben Tore, wobei das beste Ergebnis das Erreichen des Achtelfinales 2015/16 und 2016/17 war, wo die Mannschaft jeweils gegen den FC Barcelona ausschied. 2018 wechselte sie zu Ajax Amsterdam. Auch mit Ajax reichte es in der UEFA Women’s Champions League 2018/19 nur bis ins Achtelfinale, wo Titelverteidiger Olympique Lyon stärker war. Am Ende der Saison konnte sie aber mit Ajax den niederländischen Pokal gewinnen. In der Eredivisie reichte es aber nur zum zweiten Platz, so dass Ajax nicht für die UEFA Women’s Champions League 2019/20 qualifiziert war.

### Nationalmannschaften
Mit der U-19-Nationalmannschaft nahm sie an der U-19-Fußball-Europameisterschaft der Frauen 2010 teil, wo die Niederländerinnen im Halbfinale im Elfmeterschießen an England scheiterten. Ein Jahr später schied sie bei der U-19-Fußball-Europameisterschaft der Frauen 2011 bereits in der Gruppenphase aus.
Am 13. Dezember 2010 bestritt sie ihr erstes Länderspiel für die niederländische Nationalmannschaft. Beim 2:3 gegen Brasilien im Rahmen eines Vier-Nationen-Turniers in São Paulo wurde sie in der 85. Minute eingewechselt. Sieben Tage später wurde sie an gleicher Stätte in der dritten Minute der Nachspielzeit beim 2:1 im Spiel um Platz 3 gegen Mexiko eingewechselt. Bis zu ihrem dritten Länderspiel musste sie aber mehr als fünf Jahre warten. Am 7. April 2016 stand sie gegen Neuseeland in der Startelf und spielte über die volle Distanz. 2016 kam sie noch auf vier weitere Spiele und erzielte am 20. Oktober 2016 beim 7:0 gegen Schottland zehn Minuten nach ihrer Einwechslung ihr bisher einziges Tor für die OranjeLeeuwinnen. 2017 wurde sie dagegen nicht eingesetzt und auch nicht für die EM in ihrer Heimat nominiert. 2018 gewann sie mit der Nationalmannschaft den Algarve-Cup. In der Qualifikation für die WM 2019 hatte sie nur zwei Kurzeinsätze von insgesamt elf Minuten. Nach drei Spielen 2019 wurde sie für die WM nominiert, dort aber nicht eingesetzt.
In der anschließenden Qualifikation zur EM 2022 wurde sie für die ersten vier Spiele nominiert, hatte aber nur einen Kurzeinsatz im ersten Spiel. Danach wurde sie nicht wieder berücksichtigt.

## Erfolge
- Siegerin der Eredivisie 2010/2011 und 2015/2016
- Siegerin der BeNe League 2012/2013 und 2013/2014
- KNVB-Pokal-Siegerin 2015 (ein Tor im Finale[5]) und 2019[6]
- 2018: Algarve-Cup-Sieg (zusammen mit Schweden[7])
- 2019: Zweite der Fußball-Weltmeisterschaft (ohne Einsatz)